# 地名・人名データベース (チベット語)
「地名・人名データベース」(チベット語)は、星泉(言語学・チベット語)が「チベット語辞典編纂室」のコンテンツのひとつとして提供するツール。「なるべくチベット語の原音に近く、しかも全体として一貫性があり、外来語のカナ表記の範囲内で、出版物や公共放送等で使用した場合にあまり違和感のない表記」を目標としている。

## 特徴
「現代のチベットの地名や人名の表記法や読み方を、チベット語、 カナ、漢語（ピンイン）のいずれからも調べることができます」とされる。任意のチベット語の綴りを入力すると、対応するチベット文字、発音記号、カナ転写が出力される。いずれもブラウザで閲覧、利用できる。
- 漢語(ピンイン)で入力→　チベット文字表記・発音記号・カナ転写表記
- ワイリー式チベット語表記で入力　→　チベット文字表記・発音記号・カナ転写表記

## 転写規則
上記の出力結果の背景となる転写規則についても、解説ページに説明・一覧表がある。
- カナ表記・転写規則(外部リンク)

## サンプル
（「光」、女流作家名）
「 'od zer」(ワイリー式)、「 wei se 」(漢語ピンイン)  →　「ウーセー」

## 動作環境
Windows, MacOSいずれからも利用可能であるが、バージョンのふるいOS,ブラウザでは利用できない場合がある。